# Esquirol sol puntejat
L'esquirol sol puntejat (Heliosciurus punctatus) és una espècie de rosegador de la família dels esciúrids. És endèmic de l'Àfrica Occidental (Costa d'Ivori, Ghana, Libèria i Sierra Leone). El seu hàbitat natural són els boscos tropicals humits de plana, tot i que també se n'han trobat exemplars a les granges de matollar. Es desconeix si hi ha cap amenaça significativa per a la supervivència d'aquesta espècie.